# 1559 en France
Chronologie de la France
- 1555
- 1556
- 1557
- 1558
- 1559
- 1560
- 1561
- 1562
- 1563

## Événements
- 12 mars et 2 avril : premier traité du Cateau-Cambrésis conclu entre Henri II et Élisabeth Ire, qui vient de monter sur le trône[1]. Contre le versement de 500 000 écus, la France conserve Calais, prise l’année précédente par le duc François de Guise.
- 27 mars, jour du lundi de Pâques : à la suite d'un incident au couvent des Jacobins de Poitiers (un gentilhomme qui aurait menacé d'une pistole le prédicateur est assommé), les calvinistes déclenchent une émeute. Il enfoncent  les portes de l'église et dispersent les fidèles ; l’église et le couvent sont saccagés[2].
- 3 avril : second traité du Cateau-Cambrésis, la France, le duché de Savoie et l’Espagne signent une paix désavantageuse pour la France[1]. La France perd sa suzeraineté nominale sur les comtés de Flandre et d’Artois au profit du Saint-Empire romain germanique sans que ces fiefs ne changent de main puisqu’ils étaient aux Habsbourg (et avant eux, à la seconde Maison capétienne de Bourgogne) avant comme après ce changement de limites souveraines. La France perd aussi ses possessions italiennes, mais conserve le marquisat de Saluces, ainsi que les forteresses de Pignerol, Chieri, Savillan et Turin sur la Savoie ; Henri II rend tous ses états, Bresse comprise, au duc de Savoie ; et garde les Trois-Évêchés. Fin des guerres d’Italie.

- 16 mai : incendie dit « des Grandes Écoles » à Bourges, qui commence dans un immeuble jouxtant les locaux de l’université, à proximité de la cathédrale. Entourée de tous côtés par les flammes, celle-ci est sérieusement endommagée : les toitures des chapelles sont détruites, ainsi que les orgues, et même la façade est touchée, avec la destruction du lanternon du pignon[3].

- 26-28 mai : premier synode national des calvinistes à Paris. Ils adoptent une confession de foi (Confession de La Rochelle, 1572) et une discipline[4].

- 2 juin : édit d’Écouen contre les hérétiques[5].
- 10 juin : Henri II se rend au parlement de Paris pour assister aux mercuriales et remettre au pas les magistrats complaisants avec les Réformés. Six magistrats, dont Anne du Bourg, sont arrêtés à l’issue de leurs interventions sur l’injustice de l’édit[5].
- 22 juin : mariage par procuration de la princesse Élisabeth avec Philippe II d’Espagne représenté à Paris par le duc d’Albe[6].
- 28 juin : fiançailles de Marguerite de France et d’Emmanuel-Philibert de Savoie. Début du tournoi[7].
- 30 juin : troisième jour du tournoi au cours duquel le roi Henri II de France est blessé à l’œil par Gabriel de Montgommery. L’état du roi se détériore à partir du 4 juillet[7].

- 9 juillet : mariage dans le deuil de la sœur du roi et d’Emmanuel-Philibert de Savoie[8].

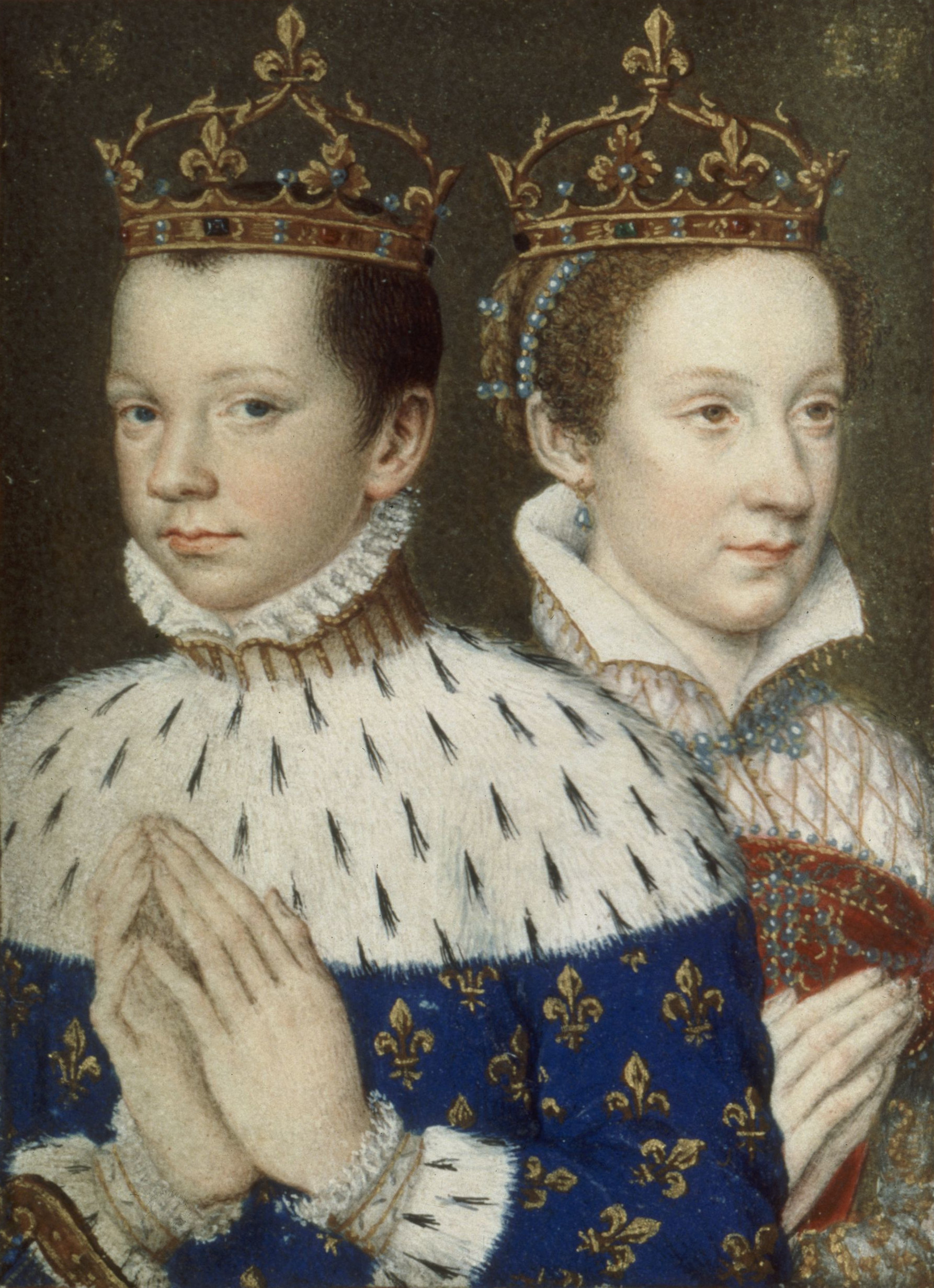
François II de France et Marie Stuart

- 10 juillet : mort d’Henri II[5]. Son fils aîné, François II, lui succède sans troubles (il règne jusque fin 1560). François de Guise et le cardinal de Lorraine prennent en main le pouvoir au nom de leur neveu, François II. Ils éloignent Diane de Poitiers et Montmorency[7].
- 14 juillet : ordonnances annonçant la réduction des effectifs militaires[5].
- 18 juillet : Anne de Montmorency est confirmé dans ses charges[5].
- 7 août : rétrocession officielle de la Savoie par la France à Chambéry[8].
- 13 août : enterrement du roi Henri II à Saint-Denis[9].
- Août : arrivée à Lisbonne de Jean Nicot, nommé ambassadeur de France au Portugal pour négocier le mariage du roi Sébastien avec la princesse Marguerite (fin en 1561)[10]. Il en rapporte l’usage du tabac[11].

- 18 septembre[5] : sacre à Reims de François II, roi de France (ou le 21[12]). Séjour de la cour en Lorraine (Bar-le-Duc)[13].

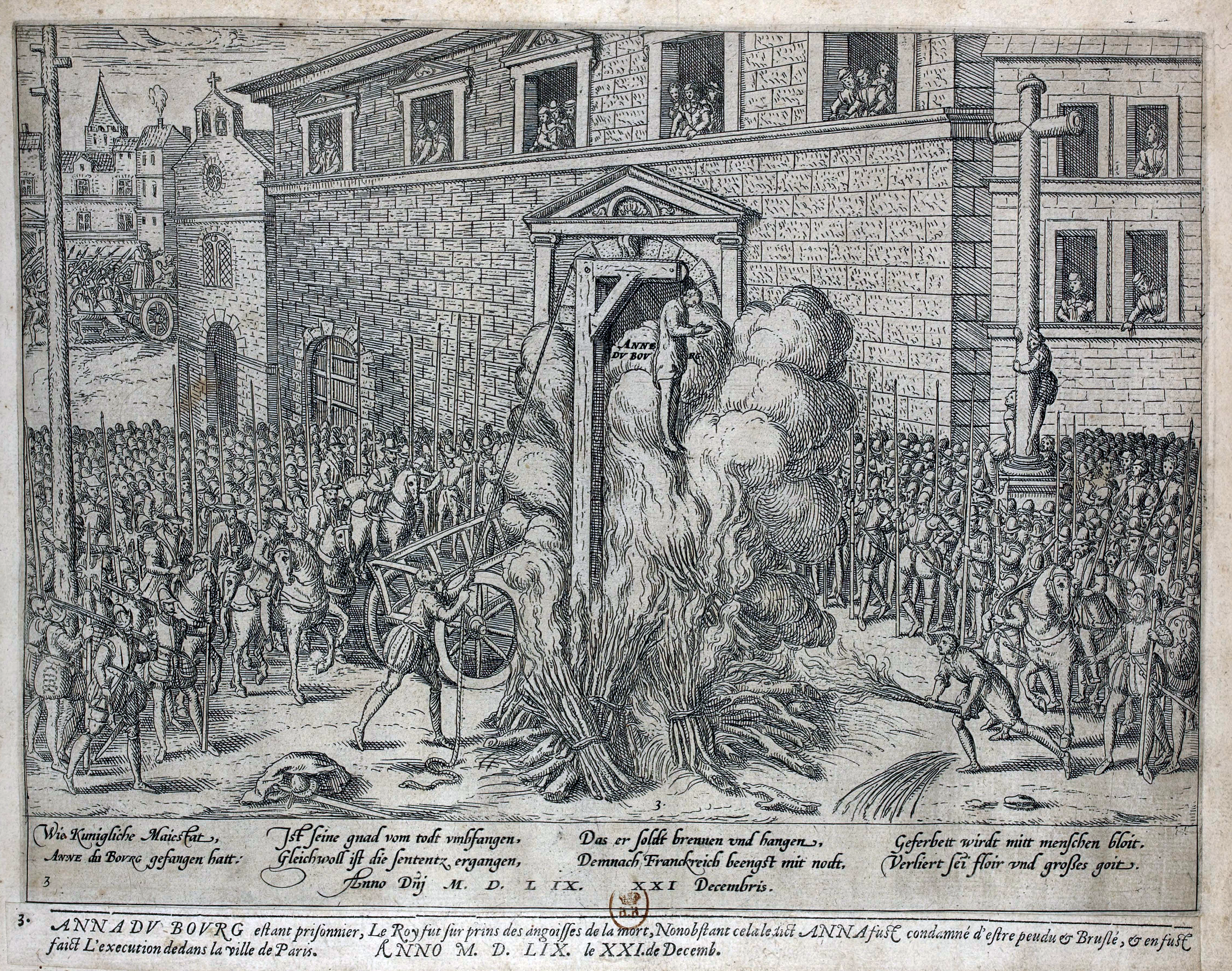
23 décembre : exécution du conseiller Anne du Bourg

- 18 décembre : assassinat du président Antoine Minard, qui conduisait le procès d’Anne du Bourg[14].
- 23 décembre : exécution d’Anne du Bourg comme hérétique en place de Grève[5].

- Tentative de regroupement des fermes financières du roi de France sous la forme d’une « ferme générale »[15]. Le budget de l’État à la fin des années 1550 frise les 190 tonnes d’équivalent argent. L’endettement de l’État cumulé depuis le début du siècle monte à 43 millions de livres, soit trois fois le budget annuel.

## Naissances en 1559
- x

## Décès en 1559
- 10 juillet : Henri II, roi de France  (° 31 mars 1519).